# Васо Видовић
Васо Видовић (Крупа на Врбасу 1840 — Сарајево 1925), био је трговац и један од вођа Српског устанка у Херцеговини и Босни (1875–1878), те учесник Берлинског конгреса 1878. године. Већину свог живота је провео у Градишци. Био је ујак оцу Васе и Вељка Чубриловића.

## Живот
Родитељи су му рано помрли, а бригу о њему преузима његова најстарија сестра, мајка Јове Чубриловића, она га одводи у Градишку (Тада Бербир) на изучавање трговине.
После стицања потребних знања у трговачком послу, Васо Видовић отвара трговину, а својим радом и способношћу постаће имућан трговац, изузетно угледан, цијењен и поштован човек.
Он се поред трговине бавио и политиком . Имао је знатног учешћа у Босанскохерцеговачком устанку 1875-1878 , посебно на простору Сјеверозападне Босне. Био је организатор и један од вођа устанка. Као члан устаничког одбора, чије је седиште било у старој Градишци, а касније премјештено у Нову Градишку, имао је тијесне везе са владом Кнежевине Србије.
Био је учесник Берлинског конгреса. Он је, са још неколико представника из Босне, заступао Србе из Босне. На путу у Берлин, обучен у тадашњу босанску ношњу, у Бечу се сусрео са Јованом Ристићем, тадашњим министром спољних послова Србије. Тада му је министар рекавши "да би изгледао као човек", купио фрак, па је тако обучен отпутовао на конгрес.
У то вријеме аустроугарске окупације, Видовић, се наставио бавити трговином и политиком. У току Првог свијетског рата одведен је с више градишких трговаца у Логор Арад. Када се рат завршио, а логор преживио, враћа се у Градишку. После неколико година, када је остао сам, отишао је у Сарајево код сина Богдана, где је 1925. године у 85. години живота умро. Сахрањен је у православном гробљу на Кошеву.

## Породица
Васо Видовић је имао сина Богдана, који је за време школских одмора долазио у Градишку где је активно учествовао у Културном животу града. Послије завршетка студија права Богдан Видовић је отишао у Сарајево, гдје отворио адвокатску канцеларију и постао, по казивању докторке Инес Тодић, један од најпознатијих Сарајевских адвоката. Једно вријеме је био посланик у Скупштини Краљевине Југославије.
За изучвање трговачког зната код ујака Васе Видовића, као дечак, досао је грех споменуте Васине Сестре - Јово Чубриловић. Послије завршеног трговачког заната Јово Чубриловић је отворио трговачку радњу. У брачној заједници са Савком Лазаревић је имао десеторо деце. Троје их је умрло док су још били деца. Годину дана послије рођења најмлађег детета - Васе, Јово Чубриловић је умро, тако да га дете није ни запамтио. Бригу о Јовиној дјеци и њиховом школовању, је најпре преузела његова жена Савка, а након њене смрти, после десет касније, старање о дјеци је преузео Васо Видовић.